# Agulha-branca
O Agulha-branca (Hyporhamphus unifasciatus) é um peixe teleósteo beloniforme da família dos hemiranfídeos, do Atlântico e Pacífico, sendo muito comum no litoral brasileiro.
Possui rostro alongado formando um bico, mandíbula escura com a ponta avermelhada, corpo de até 28 cm de comprimento, quase cilíndrico, dorso oliváceo e ventre prateado. É uma espécie que forma grandes cardumes na superfície da água.
Também é conhecido pelos nomes de panaguaiú, peixe-agulha, tarangalho e tarnagalho.